# Weremijiwka (obwód chersoński)
Weremijiwka (ukr. Вереміївка) – wieś na Ukrainie, w obwodzie chersońskim, w rejonie berysławskim. W 2001 liczyła 31 mieszkańców, spośród których 28 posługiwało się językiem ukraińskim, 2 mołdawskim, a 1 białoruskim.